# Natalia Díaz Quintana
Natalia Díaz Quintana (San José, 25 de noviembre de 1984) es una publicista, mercadóloga y política liberal costarricense. Fue Ministra de la Presidencia de Costa Rica de la administración de Rodrigo Chaves.    
Fue Diputada de la Asamblea Legislativa de Costa Rica, en el periodo 2014-2018, por el partido Movimiento Libertario y precandidata presidencial por el mismo partido.
En abril de 2018, inicia el proceso de inscripción y formación de una nueva agrupación política, con el nombre de Unidos Podemos; esto tras la mala situación económica y la mala imagen del Movimiento Libertario, además siendo la primera mujer en Costa Rica en fundar una agrupación política. En el 2021 fue electa candidata a la Presidencia de la República para los procesos electorales de 2022 por dicha agrupación.  
Díaz es bachiller en publicidad, licenciada en comunicación de mercadeo por la Universidad Latina de Costa Rica, y máster en administración de empresas con énfasis en finanzas, economía y desarrollo sostenible por el INCAE.

## Trayectoria política
Fue militante del partido Movimiento Libertario y de la Juventud Libertaria desde el 2004 y fue asambleísta nacional de dicho partido.
Comenzó su carrera política como candidata a regidora suplente por el cantón de Moravia, de la provincia de San José, en el 2006. En la campaña 2009-2010 fue la Coordinadora de Asuntos Electorales de los cantones de Vázquez de Coronado, Moravia, Tibás y Goicoechea.
En el 2013 postuló su nombre como precandidata a diputada por el segundo lugar de la provincia de San José ante la Asamblea Nacional del Partido. Después de ganar los procesos internos, fue elegida como candidata a Diputada. por la provincia de San José, para el período 2014-2018.

### Gestión parlamentaria
En la legislatura 2014-2015 fue miembro de la Comisión de Asuntos Agropecuarios y de la Comisión de Relaciones Internacionales y Comercio Exterior, para el período 2015-2016 fue miembro y presidente de la Comisión de Relaciones Internacionales y Comercio Exterior y se desempeñó como la II Prosecretaria del Directorio Legislativo. Formó parte de la Comisión con Potestad Legislativa Plena II.
Fue  miembro y presidente de la Comisión de Asuntos Económicos, miembro de la Comisión de Relaciones Internacionales y Comercio Exterior y es la I Prosecretaria del Directorio Legislativo.
En el ámbito internacional, fue miembro y Copresidenta de Parlamentarios por la no proliferación de las armas nucleares (PNND). Participó como panelista en la "Conferencia Internacional: La construcción de un mundo libre de armas nucleares", celebrada en Astaná, Kazajistán, el 29 de agosto, día en que se conmemoraba el 25.º aniversario del cierre del polígono de pruebas nucleares de Semipalatinsk. Ha colaborado con la afiliación de 56 diputados de la Asamblea Legislativa de Costa Rica al PNND y con la aprobación de diversas mociones en el plenario.
También fue miembro observadora de la Red Parlamentaria de la Organización para la Cooperación y el Desarrollo Económicos (OCDE), miembro suplente de la Comisión de Derechos Humanos, Justicia y Políticas Carcelarias del Parlamento Latinoamericano y del Caribe (PARLATINO) y miembro propietario de la Comisión de Paz y Seguridad Internacional de la Unión Interparlamentaria (UIP).

### Proyecto de Natalía Díaz
A raíz de que en las Elecciones legislativas de Costa Rica de 2018 el Partido Movimiento Libertario no ganó ningún diputado, ese partido desapareció de la Asamblea Legislativa de Costa Rica. A finales de abril de 2018 Díaz junto a su madre Damaris Quintana Porras quien también fue diputada el período 2010-2014 iniciaría la fundación de la nueva agrupación política Unidos Podemos que concluyó exitosamente sus asambleas el 25 de noviembre de 2018.

### Ministerio de la Presidencia
El 14 de febrero del 2022, a una semana de celebrada la primera ronda electoral, Díaz da su adhesión a Rodrigo Chaves, este último afirmando que ella sería la jefa de transición al gobierno que eventualmente formó Chaves. En días posteriores a la segunda ronda electoral, en específico el 18 de abril en una reunión celebrada entre el presidente saliente Alvarado y Chaves, Díaz sería anunciada como la ministra de la presidencia del gobierno para el período 2022-2026.

## Polémicas
Al igual que el resto de su bancada libertaria, Díaz fue una de las diputadas opositoras a la Ley de Bienestar Animal, proyecto de iniciativa popular que recibió un numeroso apoyo popular y que las demás bancadas apoyaron. Díaz ha manifestado que la crueldad hacia los animales debe ser solo una contravención y no debe castigarse con cárcel, como plantea el proyecto, así como su inconformidad con la ausencia de criterio para determinar cuándo un animal siente dolor. Se ha criticado al Movimiento Libertario por esta postura debido a que se le denuncian vínculos con los organizadores de peleas de gallos, actividad ilegal en el país.  
Díaz también votó en contra de la Ley contra las Relaciones Impropias, al igual que el resto de su partido, misma que busca penalizar las relaciones sexuales entre adultos y menores de edad y contra la Ley contra el Fraude Fiscal la cual busca combatir la evasión fiscal.